# Finále Grand Prix IAAF 1999
15. Finále Grand Prix IAAF – lehkoatletický závod, který se odehrál 11. září roku 1999 na Olympijském stadionu v Mnichově. 

## Výsledky

### Muži
| Disciplína      | 1. místo              | Výkon   | 2. místo             | Výkon   | 3. místo           | Výkon   |
| Běh na 200 m    | Claudinei da Silva    | 19,89   | Maurice Greene       | 19,90   | Francis Obikwelu   | 20,12   |
| Běh na 800 m    | Wilson Kipketer       | 1:43,55 | Hezekiél Sepeng      | 1:44,40 | Japheth Kimutai    | 1:44,48 |
| Běh na 1500 m   | Noah Ngeny            | 3:28,93 | Bernard Lagat        | 3:32,30 | Laban Rotich       | 3:33,40 |
| Běh na 3000 m   | Benjamin Limo         | 7:36,32 | Paul Bitok           | 7:36,60 | Mohammed Mourhit   | 7:36,73 |
| 3000 m překážek | Bernard Barmasai      | 8:06,92 | Wilson Boit Kipketer | 8:08,28 | Ali Ezzine         | 8:08,64 |
| 110 m překážek  | Mark Crear            | 13,08   | Colin Jackson        | 13,17   | Larry Wade         | 13,19   |
| Skok o tyči     | Maxim Tarasov         | 5,85 m  | Jeff Hartwig         | 5,80 m  | Dmitri Markov      | 5,80 m  |
| Skok daleký     | Iván Pedroso          | 8,43 m  | James Beckford       | 8,29 m  | Erick Walder       | 8,15 m  |
| Hod diskem      | Lars Riedel           | 68,61 m | Virgilijus Alekna    | 66,65 m | Anthony Washington | 65,22 m |
| Hod oštěpem     | Konstadinos Gatsiudis | 89,84 m | Jan Železný          | 87,71 m | Raymond Hecht      | 85,64 m |

### Ženy
| Disciplína     | 1. místo                | Výkon   | 2. místo                                    | Výkon   | 3. místo                         | Výkon   |
| Běh na 200 m   | Savatheda Fynes         | 22,55   | Merlene Frazer                              | 22,55   | Inger Millerová Beverly McDonald | 22,64   |
| Běh na 800 m   | Maria Mutolaová         | 1:59,10 | Ludmila Formanová                           | 1:59,15 | Světlana Mastěrkovová            | 1:59,20 |
| Běh na 1500 m  | Violeta Beclea-Szekely  | 4:15,18 | Anita Weyermann                             | 4:15,92 | Jackline Maranga                 | 4:16,60 |
| Běh na 3000 m  | Gabriela Szabóová       | 8:43,52 | Zahra Ouaziz                                | 8:43,66 | Irina Mikitenko                  | 8:45,59 |
| 400 m překážek | Deon Hemmingsová        | 53,41   | Andrea Blackett                             | 53,63   | Sandra Cummings-Glover           | 53,83   |
| Skok vysoký    | Hestrie Cloete-Storbeck | 1,96 m  | Zuzana Kováčiková-Hlavoňová Inga Babakovová | 1,96 m  |                                  |         |
| Trojskok       | Ashia Hansenová         | 14,96 m | Paraskevi Tsiamita                          | 14,77 m | Taťjana Lebeděvová               | 14,66 m |
| Vrh koulí      | Nadine Kleinertová      | 19,16 m | Astrid Kumbernussová                        | 19,13 m | Connie Price-Smith               | 18,71 m |